# قائمة البعثات الدبلوماسية في أرمينيا

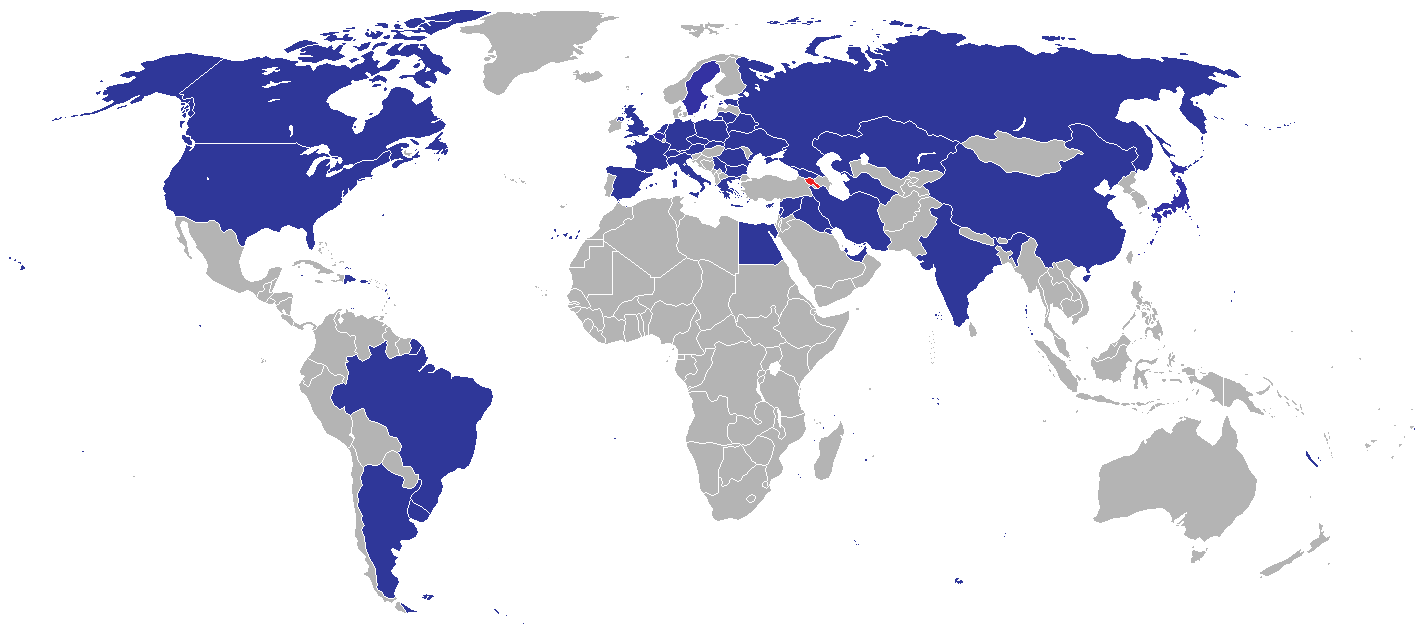
البعثات الدبلوماسية في أرمينيا

تعرض هذه الصفحة قائمة البعثات الدبلوماسية في أرمينيا. حاليا، توجد في العاصمة يريفان 31 سفارة. دول أخرى عديدة لها سفراء معتمدون في أرمينيا، لكن معظمهم يقيم في عواصم دول أجنبية.

## سفارات فييريفان
| - الأرجنتين - بيلاروسيا - البرازيل - بلغاريا - الصين - جمهورية التشيك - مصر - فرنسا - جورجيا - ألمانيا - اليونان - الهند - إيران - العراق - إيطاليا - اليابان | - كازاخستان - الكويت - لبنان - ليتوانيا - بولندا - رومانيا - روسيا - السويد - سويسرا - سوريا - تركمانستان - أوكرانيا - الإمارات العربية المتحدة - المملكة المتحدة - الولايات المتحدة |

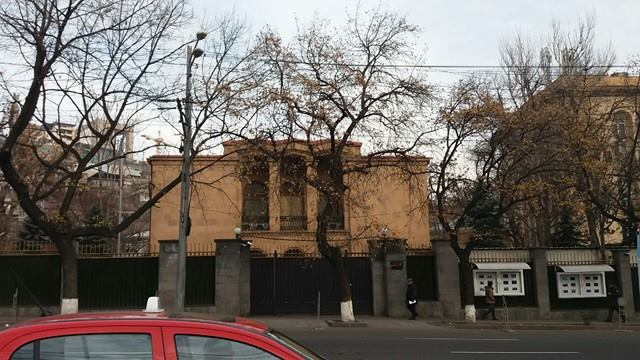
سفارة الصين في يريفان
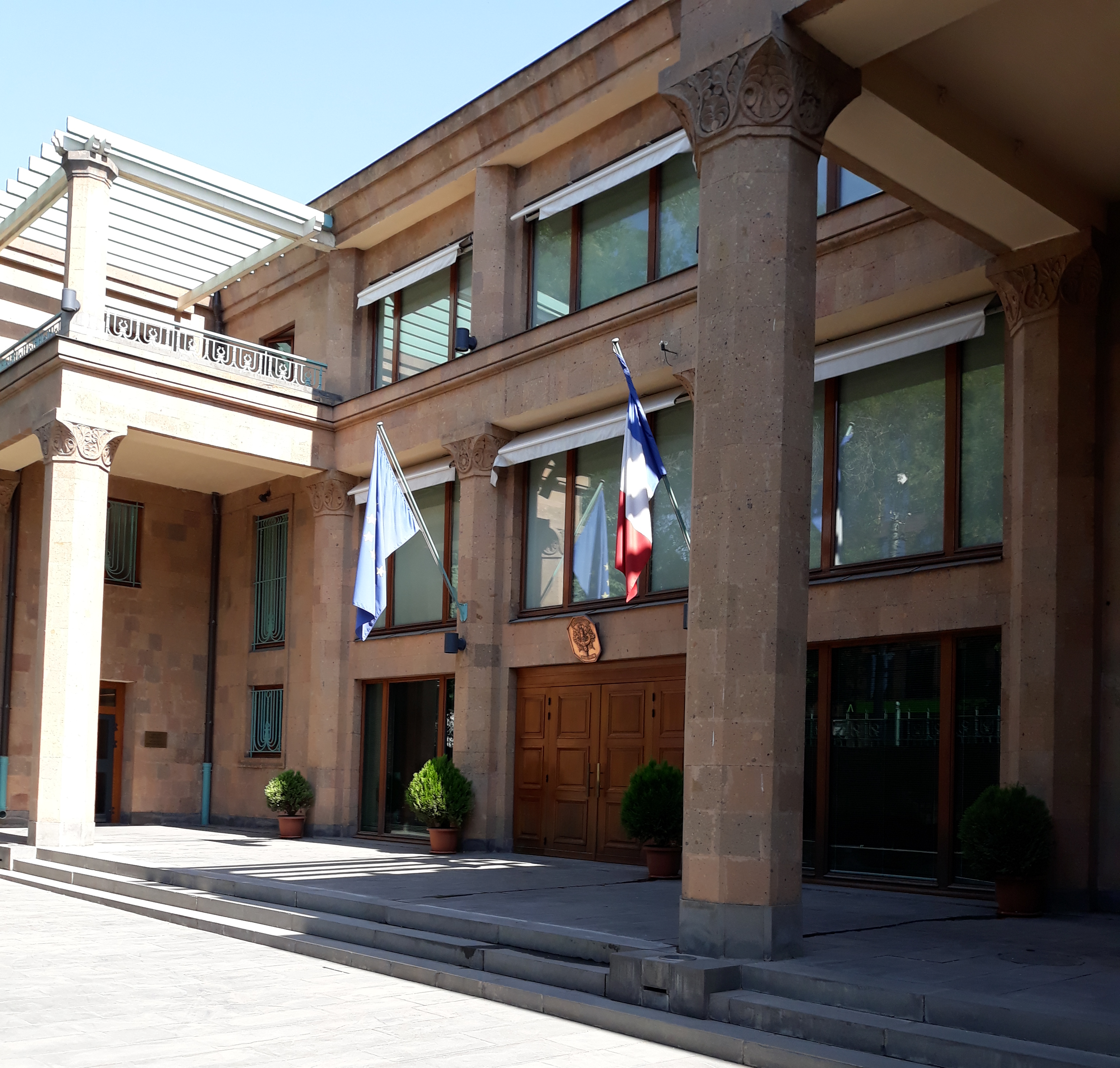
سفارة فرنسا في يريفان
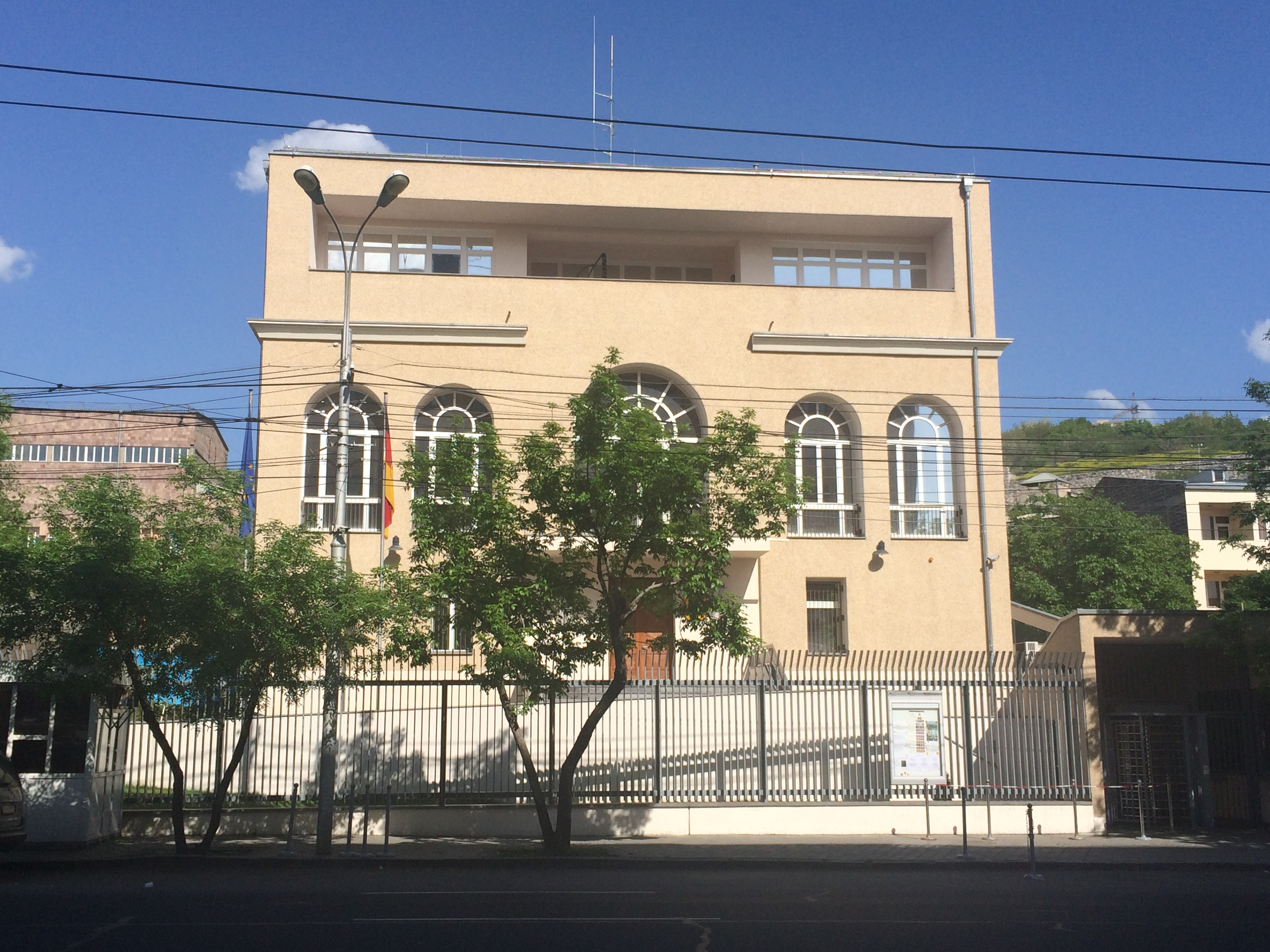
سفارة ألمانيا في يريفان
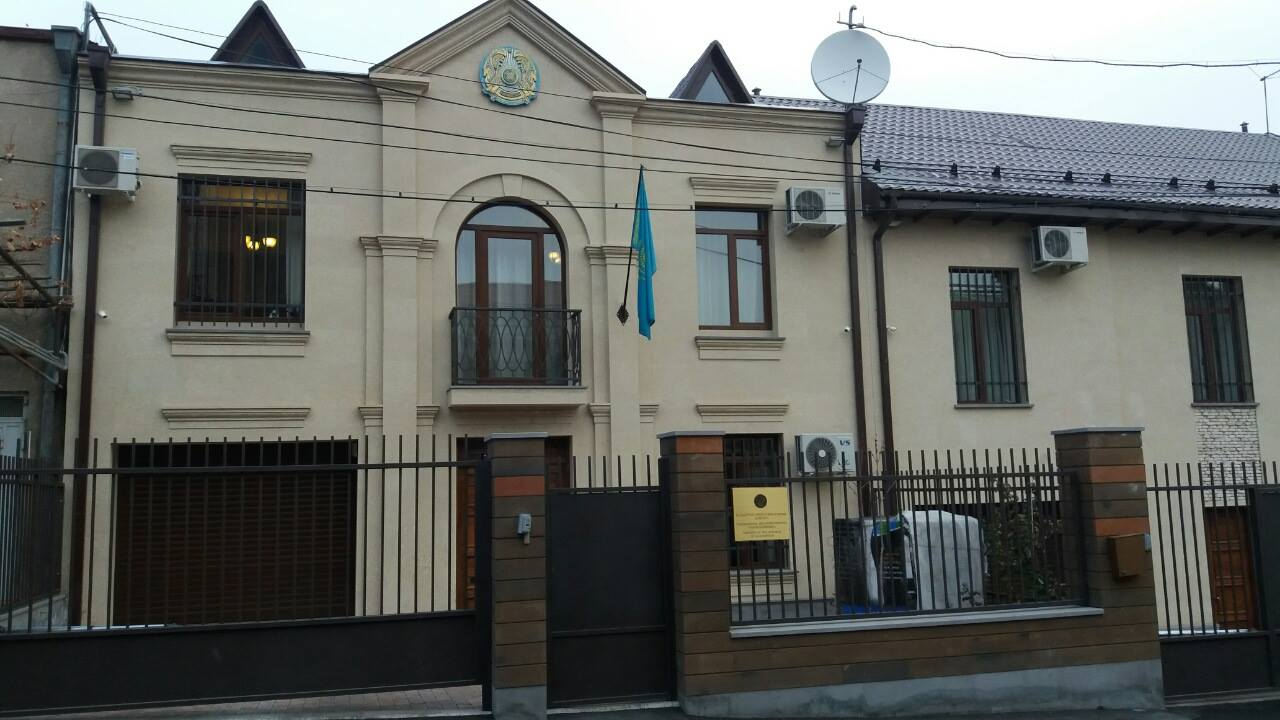
سفارة كازاخستان في يريفان
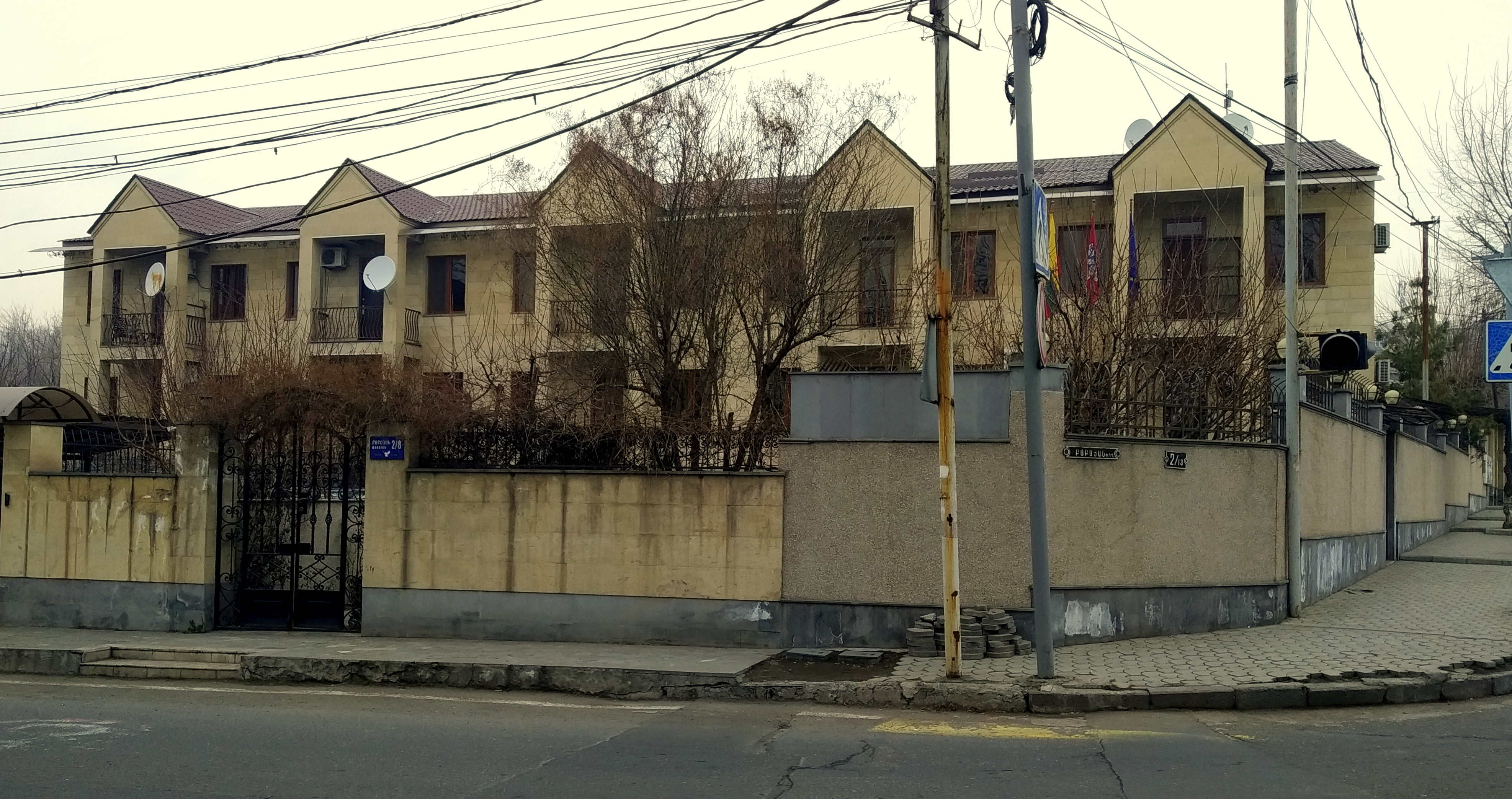
سفارة ليتوانيا في يريفان
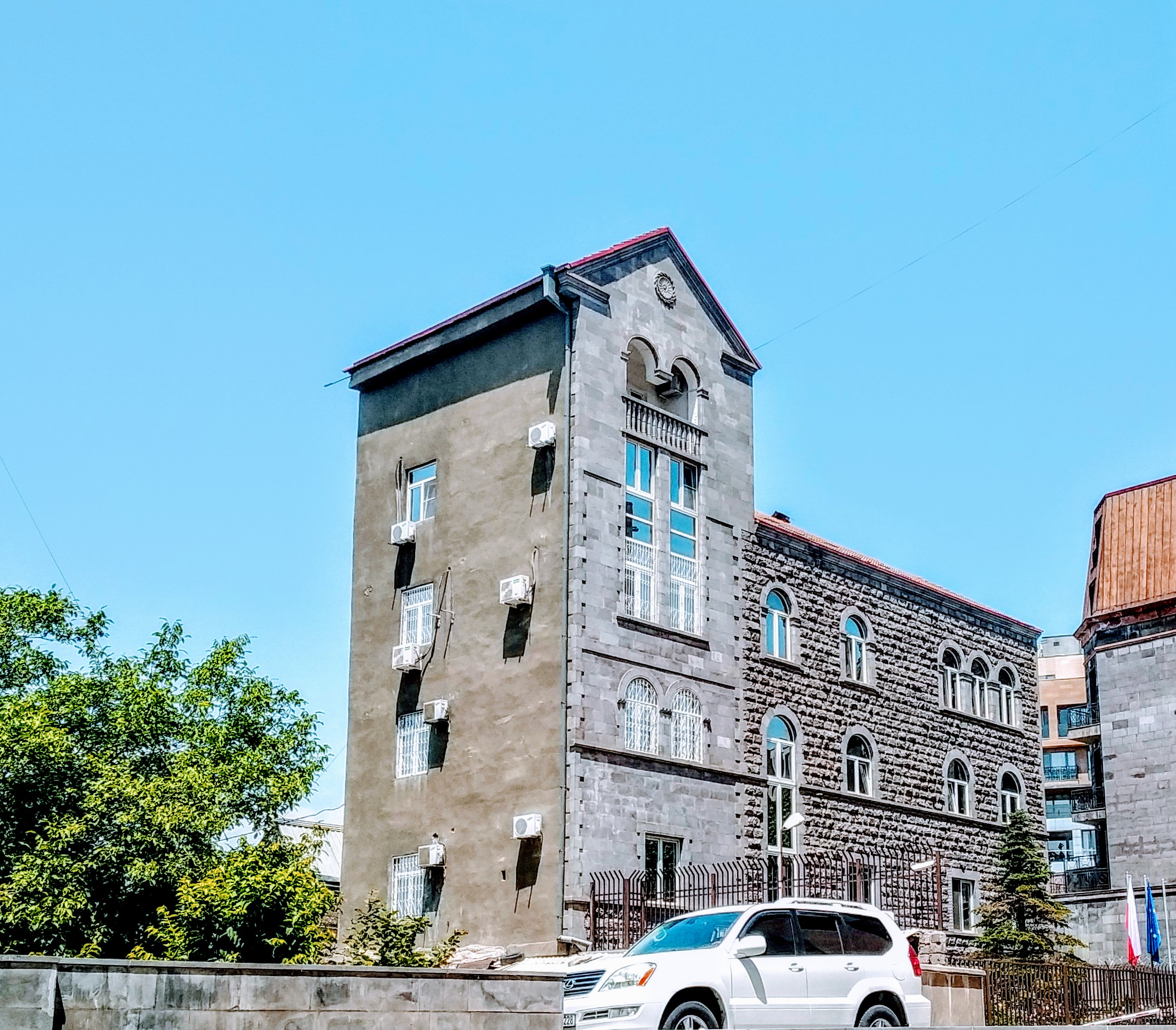
سفارة بولندا في يريفان
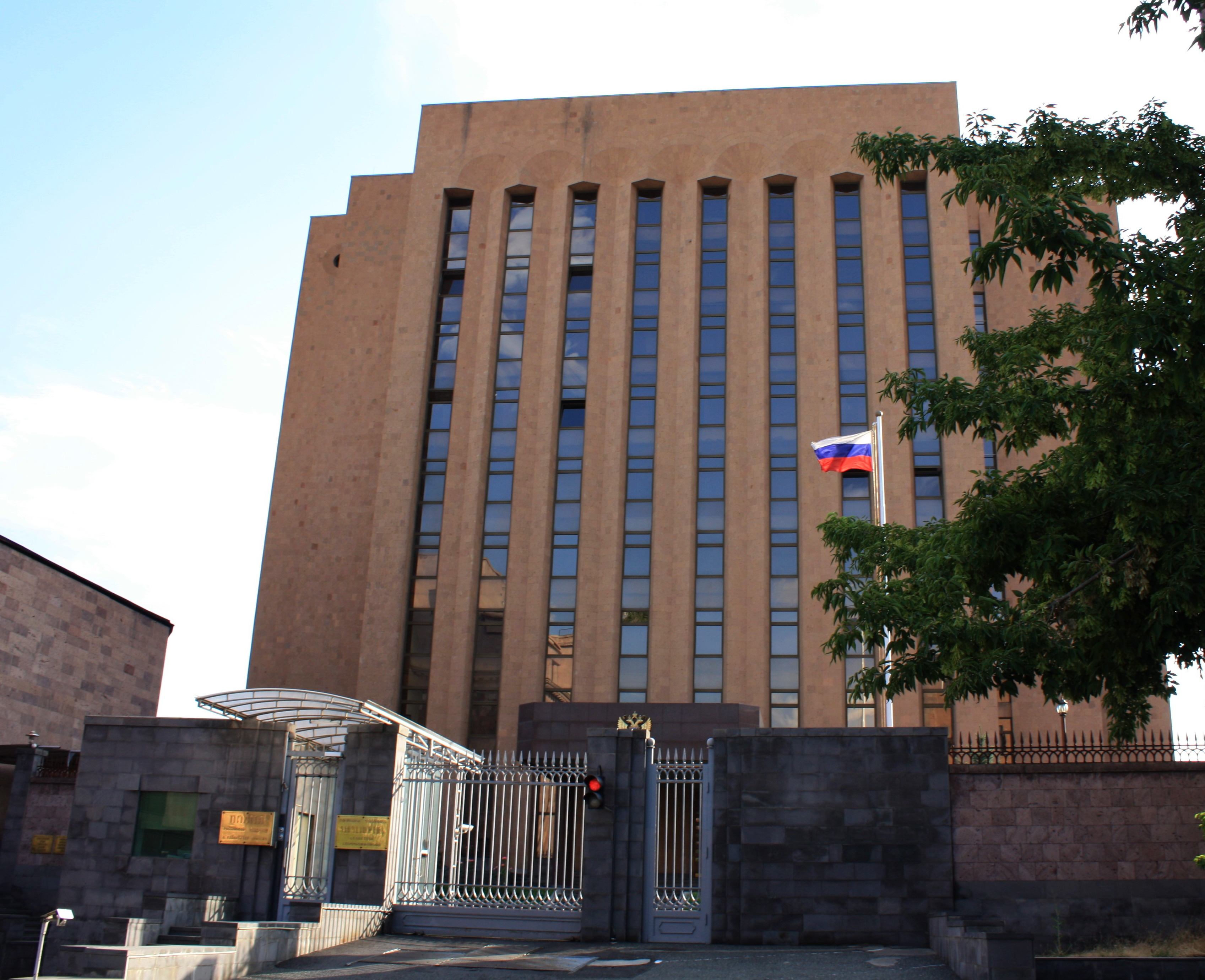
سفارة روسيا في يريفان
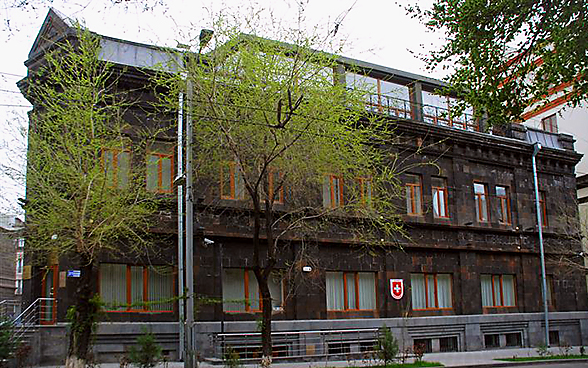
سفارة سويسرا في يريفان
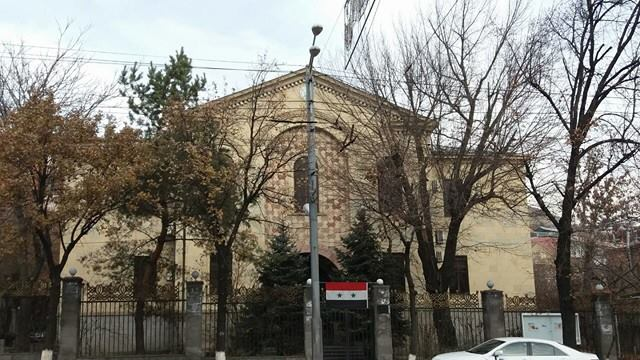
سفارة سوريا في يريفان
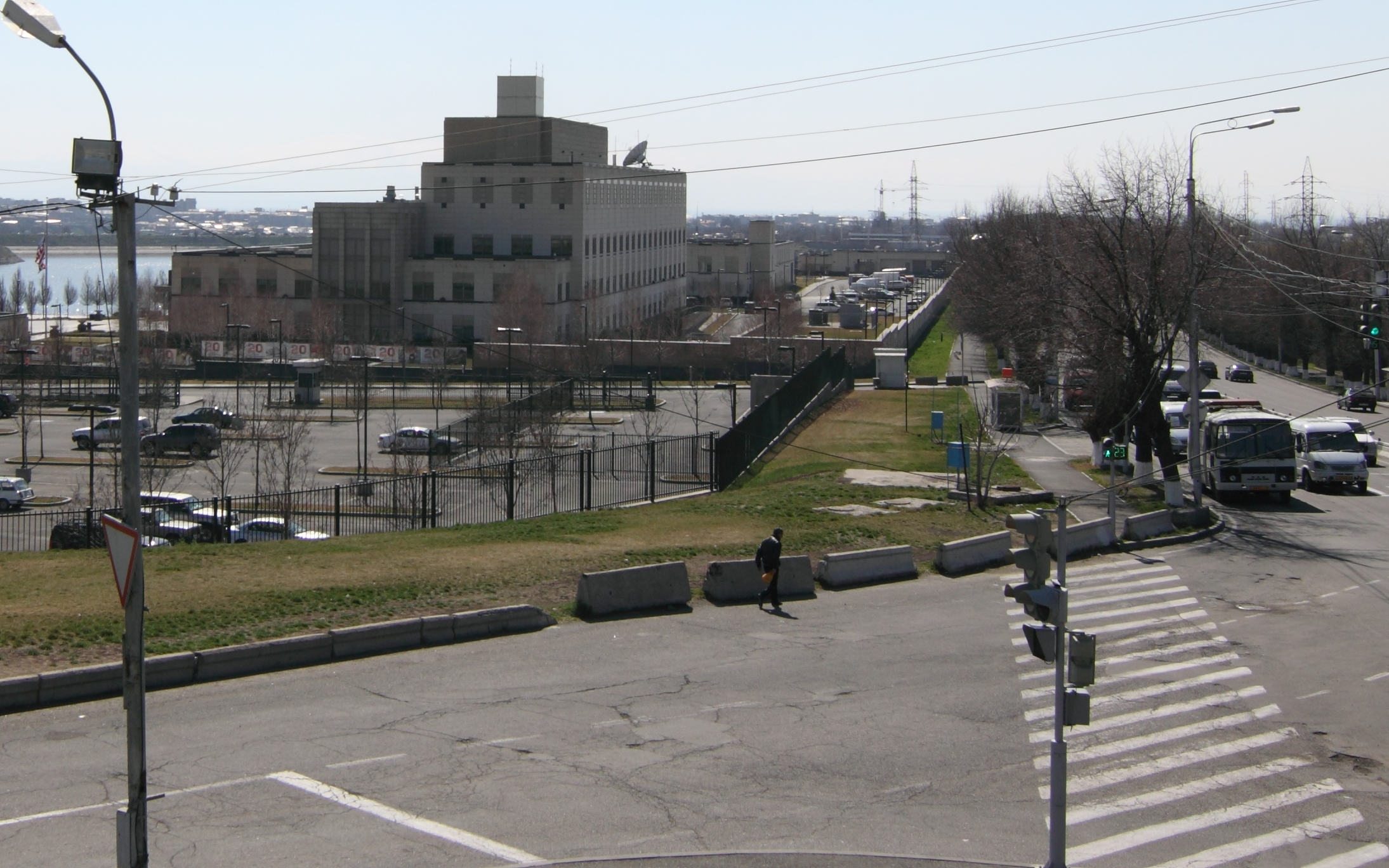
سفارة الولايات المتحدة في يريفان

## مكاتب أخرى فييريفان
- مرتفعات قرة باغ (مكتب تمثيلي)
- مالطا (سفارة)
- الاتحاد الأوروبي (بعثة)

## قنصليات

### قنصلية عامة فيغيومري
- روسيا

### قنصليات فخرية فييريفان
| - النمسا - بلجيكا - كندا - تشيلي - كرواتيا - قبرص - الدنمارك - إستونيا - فنلندا - آيسلندا - إندونيسيا - إيرلندا - إسرائيل - قرغيزستان - لاتفيا - لوكسمبورغ | - مالطا - الجبل الأسود - المغرب - النرويج - عمان - الفلبين - البرتغال - سان مارينو - صربيا - سلوفاكيا - سلوفينيا - كوريا الجنوبية - إسبانيا - سريلانكا - تايلاند - أوروغواي |

### قنصليات فخرية فيغيومري
- بيلاروس
- ألمانيا
- أوكرانيا
- إيطاليا

### سفارات سيتم افتتاحها
- بلجيكا
- كندا
- قطر
- إسبانيا

## سفارات غير مقيمة
مقيمة في موسكو، مالم يذكر خلاف ذلك.
| - أفغانستان - ألبانيا (أثينا) - الجزائر - أنغولا - أستراليا - النمسا (فيينا) - البحرين (طهران) - بلجيكا (إقليم بروكسل العاصمة) - بنين - البوسنة والهرسك - كمبوديا - الكاميرون - كندا - تشيلي - كرواتيا (أثينا) - كوبا - قبرص - الدنمارك (كييف) - الإكوادور - إستونيا (تبليسي) - إثيوبيا - فنلندا (هلسنكي) - الغابون | - غانا - غواتيمالا - آيسلندا - إندونيسيا (كييف) - أيرلندا (صوفيا) - إسرائيل (تبليسي) - الأردن (طشقند) - قرغيزستان - لاتفيا (تبليسي) - ليبيا - ماليزيا - مالي - جزر المالديف (جنيف) - مالطا (وارسو) - المكسيك - مولدوفا - الجبل الأسود (بودغوريتسا) - المغرب (كييف) - نيبال - هولندا (تبليسي) - نيوزيلندا - نيكاراغوا - نيجيريا (طهران) | - كوريا الشمالية - النرويج - عُمان - باراغواي - بيرو - الفلبين - البرتغال - قطر (طهران) - السنغال - صربيا (أثينا) - سلوفاكيا - سلوفينيا (كييف) - جنوب إفريقيا (كييف) - كوريا الجنوبية - إسبانيا - سريلانكا - تايلاند - الأوروغواي - أوزبكستان - الفاتيكان (تبليسي) - فنزويلا - فيتنام - زامبيا |

## وصلات خارجية
- سفارات في أرمينيا
- قنصليات في أرمينيا